# Такоб (река)
Такоб или Тагоб — река, протекающая по территории Варзобского района Районов Республиканского подчинения Таджикистана. Левый приток реки Варзоб.
Длина — 20 км. Площадь водосбора — 242 км². Количество притоков, имеющих длину менее 10 км — 43, их общая длина составляет 81 км.
Средневзвешенная высота водосбора — 3140 м. Коэффициент внутригодового стока — 0,14. Месяц с наибольшим стоком — май. 11 % от годового стока приходится на период с июля по сентябрь. Тип питания — снего-дождевое.
Согласно данным справочника «Ресурсы поверхностных вод СССР» (1971), Такоб входит в третью группу рек с летним лимитирующим сезоном. В таблице приведены следующие характеристики стока реки (место измерения пгт Такоб):
| Водность года | Месячный сток (%) | Месячный сток (%) | Месячный сток (%) | Месячный сток (%) | Месячный сток (%) | Месячный сток (%) | Месячный сток (%) | Месячный сток (%) | Месячный сток (%) | Месячный сток (%) | Месячный сток (%) | Месячный сток (%) | Сезонный сток (%) | Сезонный сток (%) | Сезонный сток (%)  |
| Водность года | I                 | II                | III               | IV                | V                 | VI                | VII               | VIII              | IX                | X                 | XI                | XII               | Весна (IV—VII)    | Лето (VIII—IX)    | Зима-лето (X—III)! |
| ------------- | ----------------- | ----------------- | ----------------- | ----------------- | ----------------- | ----------------- | ----------------- | ----------------- | ----------------- | ----------------- | ----------------- | ----------------- | ----------------- | ----------------- | ------------------ |
| Многоводный   | 2,0               | 3,3               | 6,4               | 22,7              | 20,1              | 17,7              | 6,2               | 3,0               | 2,2               | 1,8               | 2,1               | 2,2               | 76,3              | 11,4              | 12,3               |
| Средний       | 2,5               | 2,9               | 5,5               | 23,8              | 35,3              | 12,8              | 5,3               | 3,0               | 2,4               | 2,1               | 2,2               | 2,2               | 77,4              | 10,7              | 11,9               |
| Маловодный    | 2,4               | 3,0               | 6,7               | 23,5              | 34,2              | 14,1              | 5,1               | 2,7               | 2,2               | 2,2               | 2,0               | 1,9               | 78,5              | 10,0              | 11,5               |

### Комментарии
1. ↑  отношение величины стока за период июль-сентябрь к величине стока за период март-июнь